# Rabi (ostrov)
Rabi (IPA: [ra mbi]) je vulkanický ostrov na severu Fidži. Patří do skupiny Vanua Levu. Leží 5 km západně od Taveuni. Má rozlohu 66,3 km, nejvyšší vrchol v nadmořské výšce 463 m a pobřeží v délce 46,2 km. Populace čítá okolo 5.000 obyvatel. Rabi je domovem vystěhované komunity z Kiribati, zejména z ostrova Banaba. Původní fidžijští obyvatelé byli přestěhováni na Taveuni, aby uvolnili místo přistěhovalcům z Kiribati, ale dodnes udržují spojení s ostrovem a stále užívají jména Rabi v národních soutěžích.

## Charakter území
Na Rabi jsou čtyři hlavní osady – všechny pojmenované a osídlené potomky ze čtyř vesnic na Banabě, které byly zničeny během invaze japonských vojsk v druhé světové válce. Tabwewa, formálně známa jako Nuku ve fidžijštině, je administrativním střediskem na Rabi. Nachází se na severu ostrova a honosí se přístavem, poštou, soudní budovou, nemocnicí a jediným penzionem na ostrově. 14 km jižně od Tabwewy je Tabiang (formálně Siosio), domov jediné školy a přistávací plochy na Rabi. Další osady jsou Uma (formálně Wiinuku) mezi Tabwewou a Tabiangem a Buakonikai (formálně Aoteqea) asi 22 km od Tabwewy.

## Historie
Před osídlením Rabi Banabany, ostrov vlastnila společnost Lever's Pacific Plantations Pty Ltd. která jej využívala pro kokosové plantáže.